# فرودگاه اوسوالدو گوارا موخیکا
 فرودگاه اوسوالدو گوارا موخیکا (به اسپانیایی: Oswaldo Guevara Mujica Airport) (به زبان بومی: Aeropuerto Gral. Bgda. Oswaldo Guevara Mujica) یک فرودگاه همگانی با کد یاتا AGV است که یک باند فرود آسفالت دارد و طول باند آن ۱۸۲۶ متر است. این فرودگاه در کشور ونزوئلا قرار دارد و در ارتفاع ۲۲۶ متری از سطح دریا واقع شده است.